# Cristalito

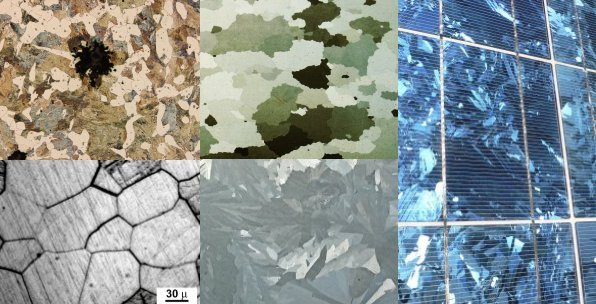
Estruturas policristalinas compostas por cristalitos. No sentido horário, partindo do canto superior esquerdo:
a) ferro maleável b) aço elétrico sem revestimento c) células solares feitas de Silício policristalino d) superfície galvanizada de zinco e) micrografia de metais gravados com ácido destacando as bordas dos grãos

Cristalito em mineralogia (também chamado grão), é a estrutura de uma rocha formada por pequenos elementos, as vezes perceptíveis a olho nu, as vezes microscópicos.
Cada um destes elementos é um cristalito. Eles se formam por exemplo, durante o resfriamento de muitos materiais.

## Características
A orientação dos cristalitos pode ser aleatória, sem direção preferida, chamada textura aleatória ou direcionada, possivelmente devido às condições de crescimento e processamento. A textura da fibra é um exemplo deste último. As áreas onde os cristalitos se encontram são conhecidas como "borda de grão". Materiais policristalinos, são sólidos compostos por muitos cristalitos de tamanho e orientação variados.
A maioria dos sólidos inorgânicos são policristalinos, incluindo todos os metais comuns, muitas cerâmicas, rochas e gelo. A extensão em que um sólido é cristalino (cristalinidade) tem efeitos importantes em suas propriedades físicas. O enxofre, embora geralmente policristalino, também pode ocorrer em outras formas alotrópicas com propriedades completamente diferentes.
Enquanto a estrutura de um cristal (único) é altamente ordenada e sua estrutura é contínua e ininterrupta, materiais amorfos, como vidro e muitos polímeros, são não cristalinos e não exibem nenhuma estrutura, pois seus constituintes não estão dispostos de maneira ordenada. Estruturas policristalinas e fases paracristalinas estão entre esses dois extremos.

## Grãos de pólvora
Embora os cristalitos sejam eventualmente referidos como grãos, os grãos de pólvora são diferentes, pois eles podem ser compostos por grãos policristalinos menores.